# Kim Raver
Kimberly Jayne "Kim" Raver, född 15 mars 1969 i New York, är en amerikansk skådespelare.
Raver är bland annat känd för sina roller i TV-serierna Tredje skiftet, 24 och Lipstick Jungle. I 24 spelar hon Audrey Raines, försvarsministerns dotter, som blir kidnappad i den fjärde säsongen och som har ett förhållande med Jack Bauer. 
Hon medverkar i säsong 4, 5 och 6. Hon har även medverkat i Grey's Anatomy (från säsong 6 och framåt).
Hon är gift sedan juli 2000 med den franskfödde regissören, manusförfattaren och fotografen Manu Boyer och har med honom två söner.

## Filmografi i urval
- 2006 - Natt på museet - Erica Daley
- 2004-2007 - 24 - Audrey Raines (53 avsnitt)
- 2006-2007 - The Nine - Kathryn Hale (13 avsnitt)
- 2008-2009 - Lipstick Jungle - Nico Reilly (20 avsnitt)
- 2009–2022 - Grey's Anatomy - Dr. Teddy Altman